# Platylabus decipiens
Platylabus decipiens là một loài tò vò trong họ Ichneumonidae.